# Tamara (filme)
Tamara é um filme canadense-americano de 2005 dirigido por Jeremy Haft, lançado apenas em cinemas selecionados pela City Lights Pictures, uma produtora sediada em Manhattan.

## Enredo
Tamara é uma garota do colegial impopular que é apaixonada por seu professor e gosta de bruxaria. Ela escreveu um artigo no jornal da escola sobre esteroides, o que irrita alguns atletas da escola, eles decidem se vingar e armam uma brincadeira para ela dizendo que seu professor quer marcar um encontro com ela, esta sem desconfiar acredita e antes de sair tenta fazer um feitiço para que este professor se apaixone por ela, mas Tamara não tem coragem de derramar um pouco de seu sangue e vai para o encontro.
Logo ela percebe que tudo não passou de um trote e decide ir embora, mas volta ao ver que sua  amiga estava com os responsáveis da brincadeira e briga com ela, a briga sai de controle e ela acaba batendo a cabeça e morrendo, fato que ativou o efeito do feitiço que ela teria feito.
No dia seguinte ela aparece na escola mais bonita do que nunca e todos se espantam de a ver viva, porem ela não e  a mesma pessoa que antes e decide se vingar de todos que causaram sua morte, mantando eles com seus pontos mais "fracos" ,exceto sua amiga que era inocente.
E o único jeito de ela morrer seria quebrando o feitiço, que seria morrendo junto com seu professor.

## Elenco
- Jenna Dewan - Tamara Riley
- Matthew Marsden - Bill Natolly
- Katie Stuart - Chloe
- Chad Faust - Jesse
- Gil Hacohen - Patrick
- Melissa Elias - Kisha
- Claudette Mink - Allison Natolly
- Marc Devigne - Roger
- Gil Hacohen - Patrick
- Chris Sigurdson - Riley

## Bilheteria
Foi lançado nos cinemas dos EUA em 3 de fevereiro de 2006. A média era de US$ 2.084 em 14 cinemas, para um final de semana bruto de US$ 29.157. Foi nos cinemas dos EUA por 13 semanas, e terminou com um bruto de US$ 206.871.